# Octavio Cordero Palacios
Pour les articles homonymes, voir Palacios.
Octavio Cordero Palacios (né à Santa Rosa, Azuay, le 3 mai 1870 et mort le 17 décembre 1930) est un écrivain équatorien, également dramaturge, poète, mathématicien, avocat, professeur et inventeur.

## Biographie
Octavio Cordero Palacios est né le 3 mai 1870. Son père était Vicente Cordero Crespo, un poète qui a écrit la pièce en vers Don Lucas et qui fut scribe à Cuenca en 1889 et journaliste conservateur et rédacteur en chef du journal El Criterio en 1895. Sa mère était Rosa Palacios Alvear. Ses deux parents étaient originaires de Cuenca.
En 1890, il crée sa pièce en trois actes Gazul, dont les scènes se déroulent en Perse à la fin de la première croisade. Sa deuxième pièce est Los Hijos de Atahualpa et en 1892, il écrit la pièce Los Borrachos. Il est également traducteur et a publié Rapsodias Clásicas, une traduction espagnole d’œuvres de Virgile et d'Horace. Il a également traduit des œuvres du français et de l'anglais en espagnol, notamment une restitution fidèle de The Raven (Le Corbeau) d'Edgar Allan Poe.
Également en 1890, il obtient un doctorat en jurisprudence de l'université de Cuenca (en) et exerce la profession d'avocat à la Cour supérieure d'Azuay. En 1900, il enseigne la littérature et la philosophie à la Benigno Malo School.
En 1910, lors du conflit armé avec le Pérou, il rejoint la réserve de l'armée avec le grade de sergent-major et il est nommé chef du génie de la 1re division sud. Il a créé une carte militaire topographique de la frontière sud de l'Équateur et a enseigné à l'université de Cuenca des cours sur la planimétrie, l'altimétrie, l'aménagement des routes et la construction de ponts et de chaussées.
En 1916, il publie le livre Vida de Abdón Calderón. Cette année-là, il est également élu sénateur d'Azuay (poste qu'il occupe jusqu'en 1918). Il est élu juge à la Cour supérieure de justice, poste qu'il a occupé pendant dix ans.
En 1922, il publie De Potencia a Potencia, un essai historique sur la poursuite de la bataille entre le gouverneur d'Azuay Manuel Vega et le président Gabriel García Moreno. Cette année-là, il publie également l'essai El arte poético de Horacio.
En 1923, il publie El Quichua y el Cañari, une étude philologique des langues quechua et cañari, avec un dictionnaire cañari, qui reçoit le prix « La Palma de Oro ».
En 1924, il publie son travail incomplet sur la mort de Juan Seniergues. Il avait déjà publié les essais suivants : Don José Antonio Vallejo, entre 1777 et 1784, El Azuay Histórico, Pro Tomebamba, Crónicas Documentadas de l'Historia de Cuenca et promis de publier deux nouvelles livres, ce qu’il n’a jamais fait, peut-être en raison de son état de pauvreté. En 1929, il publie La Poesía de Ciencia.

## Inventions
En 1902, il crée un ordinateur mécanique nommé « Clave Poligráfíca » ou « Metaglota ». L'appareil traduisait des mots d'une langue à une autre. Après sa mort, son cousin Humberto Cordero a reconstruit la machine et l'a exposée à Quito en 1936. L'exposition a été un succès et l'ordinateur a été salué comme un « dictionnaire mécanique merveilleux ». Il a également inventé un « appareil numérique qui calcule parfaitement la racine carrée des nombres », ainsi qu'un « texte trigonométrique en vers »

## Décès
En 1930, il souffrait de cirrhose. Il a ensuite dit à ses enfants qu'il mourrait bientôt et qu'ils devraient inscrire les vers suivants sur sa tombe plutôt que son nom :

« Si hiere....hiere....y hiere de Dios la augusta mano
¿Qué hacer? ¡Caer por la tierra, hundir la frente en ella
y recibir silente– centella tras centella
el fuego todo y la ira del rayo soberano! »

Il a ensuite annoncé à ses enfants qu'il mourrait le 17 décembre 1930. Comme il l'avait prédit, le 17 décembre exactement à 18h30, il est décédé en récitant l'hymne national équatorien.
Il est enterré dans le mausolée des personnages illustres du cimetière municipal patrimonial de Cuenca.
Aujourd'hui, une ville et une paroisse de Cuenca portent son nom : Octavio Cordero Palacios (en). Ainsi qu'une école dans le canton Déleg.

## Vie privée
Il était marié à Victoria Crespo Astudillo, avec qui il a eu plusieurs enfants.